# 虞城縣人民醫院
虞城縣人民醫院是中華人民共和國河南省商丘市虞城縣的一家二級甲等醫院。

## 歷史
前身是成立於中華民国三十三年(1944年)的虞城县平民医院，院址位於利民镇西大街路南，為受县政府领导的公立醫院。中華人民共和國建国后的1950年元月，谷熟县人民政府卫生院成立，地點位於马牧集西大街路北，受县卫生科领导。1952年3月，搬迁至马牧镇另一地點。1952年2月，虞城县卫生院在大生医院的基础上成立。當年9月，院址搬迁至利民镇西关福音堂。1954年9月，谷熟縣和虞城县合并，谷熟县卫生院更名为虞城县卫生院第一分院，虞城县卫生院更名为虞城县卫生院第二分院。1958年，虞城县卫生院第一分院更名为虞城县人民医院，虞城县卫生院第二分院更名为虞城县利民公社卫生院。1968年，虞城县人民医院革命委员会成立。12月，虞城县卫生防疫站、虞城县妇幼保健所、城关镇卫生所、虞城县卫协会、虞城县医院五个单位合并為虞城县人民卫生防治院。1973年，虞城县人民卫生防治院撤銷，成立虞城县人民医院革命委员会。1980年，虞城县人民医院革命委员会撤銷，虞城县人民医院恢復。

## 外部連結
- 官方网站